# Agnes Oaks
Agnes Oaks, all'anagrafe Age Oks (Vändra, 29 maggio 1970) è un'ex ballerina estone.

## Biografia
Agnes Oaks ha studiato danza alla Scuola di ballo dell'Opera di Stato Estone e poi si è perfezionata all'Accademia statale di coreografia di Mosca.
Dopo aver danzato con il Balletto Nazionale Estone, nel 1990 ha vinto l'Usa International Ballet Competition e si è trasferita a Londra per danzare con l'English National Ballet. Ha danzato con la compagnia per quasi vent'anni e, in qualità di prima ballerina, ha danzato tutti i maggiori ruoli femminili del repertorio classico e moderno. Nel 2004 ha ottenuto grande successo danzando in 2 Human di Wayne McGregor al Teatro Sadler's Wells e per la sua interpretazione ha vinto il Laurence Olivier Award per l'eccellenza nella danza e ricevuto una candidatura al Prix Benois de la Danse. Ha dato il suo addio alle scene nel 2009 dopo aver danzato il ruolo della protagonista ne L'histoire de Manon al London Coliseum.
È sposata con Thomas Edur, con cui ha avuto una figlia nel 2010.